# Faro de Conejera
Faro de Conejera es un faro que se encuentra emplazado en la isla Conejera (Ibiza) (España), su construcción se realizó a partir del año 1855, en el año 1857 comenzó a prestar servicio al transporte marítimo.

## Historia
Al inaugurarse disponía de una óptica fabricada por la casa Henry Lepaute, de 2.º orden, con una apariencia luminosa de eclipses y destellos prolongados de 60 en 60 segundos.
La linterna tenía 3 metros de diámetro. Todo el equipo costó 48.915 francos de los que 16.200 fueron de la linterna, 450 del embalaje, y el resto para la óptica y lámparas. Comenzó a funcionar el 19 de noviembre de 1857.
Originalmente era de planta circular, pero más tarde se añadieron sendos pabellones como ampliación de las viviendas de los torreros.
Su primera fuente de iluminación era una lámpara moderadora de resorte para aceite de oliva, que más tarde, como en el resto de faros, se modificó para adaptarla a la parafina y el petróleo, en 1928 se cambió también el sistema óptico acoplando un nuevo juego de lentes giratorias sobre flotador de mercurio, con lo que pasó a tener una apariencia de grupos de 4 destellos.
En 1971 se vuelve a cambiar la totalidad de la instalación óptico luminosa, por otra de gas acetileno, al propio tiempo, se modifica el torreón y se cambia la linterna, quedando desde entonces el faro automatizado y deshabitado.

## Actualidad
A partir del año 1971 y hasta la década del 2010, el faro funciona con energía solar y esta automatizado.